# Ritratto di Folco Portinari
Il Ritratto cosiddetto di Folco Portinari è un dipinto a olio su tavola (35x25 cm) di Hans Memling, databile al 1487 circa e conservato nella Galleria degli Uffizi a Firenze.

## Storia
L'opera venne acquistata dall'abate Luigi Celotti con l'attribuzione ad Antonello da Messina. Inventariata per la prima volta agli Uffizi nel 1863, venne registrata come opera di anonimo fiammingo. La sua alta qualità ha fatto poi propendere per un'attribuzione al Memling, autore di altri tre ritratti in Galleria: il Ritratto di Benedetto Portinari, Ritratto di ignoto in un paesaggio e l'Uomo con la lettera).
Dei quattro dipinti il ritratto "di Folco" è ritenuto uno degli ultimi in senso cronologico. L'identificazione del personaggio con Folco Portinari, fratello maggiore di Benedetto e nipote di Tommaso, è stata proposta di recente, grazie alla scoperta di una serie di documenti inediti che riguardano gli affari dei due fratelli, Folco e Benedetto, nelle Fiandre sulle orme dello zio Tommaso (Lille, Archives départementales du Nord). Il ritratto, dal carattere celebrativo e parte di un dittico assieme a quello del fratello (scomparso durante la Seconda Guerra Mondiale), sarebbe da collegare all'arrivo dei due nelle Fiandre e all'inizio di una nuova associazione in affari. 

## Descrizione e stile
Il giovane uomo è ritratto di tre quarti, girato a destra, a mezzobusto, su uno sfondo nero. Le mani sono appoggiate l'una sull'altra sopra su un parapetto che coincide con il bordo inferiore della cornice, uno stratagemma spesso adottato per sfondare lo spazio pittorico verso lo spettatore e per "giustificare" il taglio a metà della figura. La fisionomia del personaggio fa pensare a un membro della ricca comunità fiorentina locale, a giudicare dai tratti fisiognomici mediterranei. L'abbigliamento testimonia l'alto status sociale dell'effigiato: indossa un mantello, tenuto al collo da un laccio, sopra la camicia bianca, con ampio collo di pelliccia di visone e una berretta nera, il colore più costoso da tingere. Alla mano sinistra indossa un anello. L'espressione è intensa e concentrata verso destra, dove non è escluso che si trovasse un'immagina sacra a cui rivolgersi, formando un dittico.